# Kosmické proudy
Kosmické proudy (anglicky The Currents of Space) je kniha žánru sci-fi amerického spisovatele Isaaca Asimova ze Série o Galaktické říši. Vyšla v roce 1952.
Kniha vyšla česky v nakladatelství AF 167 v roce 1994 a ve společném vydání nakladatelství Argo a Triton  v roce 2009. Závěr knihy (vydání 2009) je věnován stručné autorově biografii a bibliografii zpracované Martinem Šustem.
Příběh se odehrává ve známém prostředí vesmíru Nadace, kde Trantor ovládá již polovinu Galaxie. Na Trantoru nezávislá planeta Sark vykořisťuje Florinu, zde se zpracovává surovina zvaná kyrt, z níž plynou Sarku značné příjmy. Je to analogie ke koloniální politice evropských zemí v 19. století. Floriňané jsou nuceni pracovat na kyrtových plantážích a je jim upíráno právo na plnohodnotné vzdělání a další základní atributy. Sarkané jsou vykreslováni jako nadřazená rasa.

## Námět
Trantor formuje Galaktické impérium, ovládá již polovinu Galaxie. Snaží se zajistit si nadvládu nad Sarkem, planetou ovládající Florinu, jediný svět v Galaxii, kde se zpracovává kyrt. Florině hrozí akutní nebezpečí a někdo má zájem na tom, aby blížící se katastrofa zůstala utajena. Kdo vymazal paměť člověku, který hrozbu odhalil?

## Postavy
- Fife – jeden z 5 sarkanských velkozemanů.
- Ludigan Abel – trantorský velvyslanec na Sarku.
- Markis Genro – sarkanský občan ve službách Trantoru.
- Matt Chorov – trantorský agent na Florině.
- Myrlyn Terens – florinský měšťan.
- Rik – hlavní postava knihy. Pozemšťan ve službách Mezihvězdného úřadu pro kosmoanalýzu, jenž zaznamená vážnou hrozbu pro planetu Florina, avšak tato skutečnost je někomu nepříjemná a zařídí drastické vymazání jeho paměti.
- Samia z Fife – dcera sarkanského velkozemana z Fife.
- Selim Junz – pověřený pracovník Mezihvězdného úřadu pro kosmoanalýzu, pátrá po Rikovi.
- Steen – jeden z 5 sarkanských velkozemanů.
- Valona Marchová – florinská žena, ujme se Rika.

## Obsah knihy
1. Prolog – Před rokem
2. Nalezenec
3. Měšťan
4. Knihovnice
5. Rebel
6. Vědec
7. Velvyslanec
8. Hlídkující
9. Lady
10. Zeman
11. Psanec
12. Kapitán
13. Detektiv
14. Jachtař
15. Odpadlík
16. Zajatec
17. Obviněný
18. Žalobce
19. Vítězové
20. Epilog – Po roce

Doslov

Asimov, Isaac (1920-1922)

## Děj
Pracovník Mezihvězdného úřadu pro kosmoanalýzu pocházející ze Země (později vystupující v příběhu pod jménem Rik, neboť na své vlastní si nemůže vzpomenout) odhalí blížící se pohromu hrozící Florině, planetě, kde se pěstuje kyrt. Tato informace není někomu po chuti a Rikovi je za použití psychické sondy drasticky vymazána paměť. Tento zásah značně zredukuje jeho rozumové schopnosti a on je ve stavu blízkém těžké mentální retardaci nalezen na Florině v kyrtovém poli.
K případu je povolán místní guvernér – měšťan Myrlyn Terens a pověří domorodku Valonu Marchovou, aby se jej ujala. Rik (jméno je odvozenina, slangový výraz dělníků pro pitomce) pracuje v továrně na zpracovávání kyrtu a postupně se mu některé vzpomínky v paměti navrací. Myrlyn Terens drží nad dvojicí ochrannou ruku a poté, co si Rik vzpomene na určité věci, vezme jej do Florinské pobočky veřejné knihovny Sarku v Horním Městě, kam má povolen přístup. Horní město obývá převážně sarkanská aristokracie. Terens doufá, že by si Rik mohl rozvzpomenout na další
důležité věci, pokud uvidí některá encyklopedická hesla. Skutečně, Rikovi něco řekne pojem kosmoanalýza. S ní spojené tituly jsou hlídány, neboť to nenápadně zařídil Dr.Selim Junz, pověřený pracovník Mezihvězdného úřadu pro kosmoanalýzu, jenž obdržel hlášení Pozemšťana a nyní po něm pátrá. Terens je zneklidněn a chce se svým chráněncem odejít, je však zadržen stráží na příkaz knihovnice. Hlídače eliminuje Valona, která dvojici nenápadně sledovala. Všichni tři společně prchají z Horního Města do Dolního, kde jim poskytne azyl ve svém krámu muž zvaný Pekař.
Pekař se jmenuje Matt Chorov a slouží na Florině jako trantorský agent. Zatímco hlídky prohledávají Dolní Město, ukryje uprchlíky ve falešné peci a umožní jim zde strávit noc.
Dr. Selim Junz z Mezihvězdného úřadu pro kosmoanalýzu zatím bezvýsledně pátrá po zmizelém kosmoanalytikovi a spojí se s Ludiganem Abelem, velvyslancem Trantoru na Sarku. Abel chápe jeho intervenci a přislíbí pomoc, neboť Trantor má zájem o začlenění Floriny i Sarku pod svůj vliv a zmizení kosmoanalytika může být vhodná záminka. Dr. Junz je vytrvalý, neboť navíc sympatizuje s florinským odporem a již zaslechl zprávy o napadení hlídky.
Měšťan Terens už ví, že se stal psancem. Od mládí nenávidí Sarkany, protože pochopil metodu jejich útisku. V noci se vytratí z pekárny a obstará si uniformu hlídky a zbraň. Chorov má za úkol ráno odvést Rika doprovázeného Valonou do bezpečí. Obstará jim falešnou identitu a má je doprovodit na kosmodrom. Plán mu překazí Terens, jenž Chorova zastřelí. Rik pro něj představuje jedinou šanci na politický zvrat na Florině – vymanění se z otroctví. Valona s Rikem prchají, nepoznají Terense v uniformě. Dostanou se na kosmodrom, ale nalodí se na loď, s níž cestuje Samia z Fife – dcera nejbohatšího sarkanského velkozemana z Fife. Na lodi jsou odhaleni a zadrženi a lady Samia si vyslechne jejich příběh, což podnítí její zvědavost. Na lodi si Rik vzpomene na další věci, např. na to, že zkoumal kosmické proudy určitých prvků – zejména uhlíku.
Myrlyn Terens následuje dvojici na kosmodrom, ale přichází pozdě. Vydává se do Horního Města, kde se zbaví již příliš podezřelé uniformy a zabije zemana. Obleče si jeho šaty a zjistí, že zeman vlastnil kosmickou jachtu. To je dobrá zprává s jedinou chybičkou, Terens neumí pilotovat. Přesto se vydává na daný kosmodrom.
Před téměř rokem na Sarku proběhla videokonference 5 místních velkozemanů, jež soustřeďují celou moc a ovládají obchod z kyrtem, kterou svolal Fife. Nastínil partnerům (z nichž každý je pánem jednoho kontinentu) situaci a zmínil se o zmizelém kosmoanalytikovi. Velkozemané dostali vyděračský dopis týkající se nebezpečí pro Florinu a ohrožení obchodu s kyrtem. Od té doby se však vyděrač neozval, něco jej vyplašilo. Nyní Fife svolává novou poradu a sdělí ostatním velkozemanům, že jeden z nich je zrádce, čímž byl nucen zrušit kontinentální autonomii a svrchovanost každého z nich. Velkozeman Steen to považuje za ambici Fifeho stát se jediným vládcem Sarku a převzít celý obchod s kyrtem a prchne na trantorské velvyslanectví.
Situace graduje a po několika vyhrocených jednáních se schází u jednacího stolu všichni protagonisté příběhu. Myrlyn Terens a Steen pod trantorským patronátem, dr. Junz za úřad, Fife, jenž má v hrsti Rika s Valonou za Sark. Vyjde najevo, že Rika zbavil paměti bývalý měšťan Myrlyn Terens, jenž v něm viděl nástroj pro svůj boj proti Sarkanům. Kosmoanalytik totiž zjistil, že kvůli kosmickým proudům se florinské slunce nachází ve stadiu zrodu novy a planetě hrozí zánik. Dr. Selim Junz se svým humanistickým přesvědčením navrhne řešení vhodné pro všechny. Sark prodá výhodně Florinu Trantoru, neboť je jen otázka času, že kyrt bude možno vypěstovat i jinde (je téměř jisté, že na jeho růst má vliv slunce procházející přeměnou v novu) a planeta bude evakuována. Tak se nakonec i stane.

## Česká vydání
- Kosmické proudy, 1. vydání, AF 167 (Brno), 1994, překlad Jindřich Smékal, 243 stran, ISBN 80-85384-14-0, brožovaná, autor obálky Karel Soukup, náklad 8 000.
- Kosmické proudy, 2. vydání, Triton (edice Trifid č.304) společně s nakladatelstvím Argo, 2009, překlad Jindřich Smékal, 264 stran, ISBN 978-80-7387-190-1 (Argo ISBN 978-80-257-0076-1), vázaná, autor obálky Marek Hlavatý.
- Kosmické proudy, 2. vydání, Triton (edice Trifid č.314), 2009, překlad Jindřich Smékal, 320 stran, brožovaná, autor obálky Marek Hlavatý.[2]